# Josef Zauritz

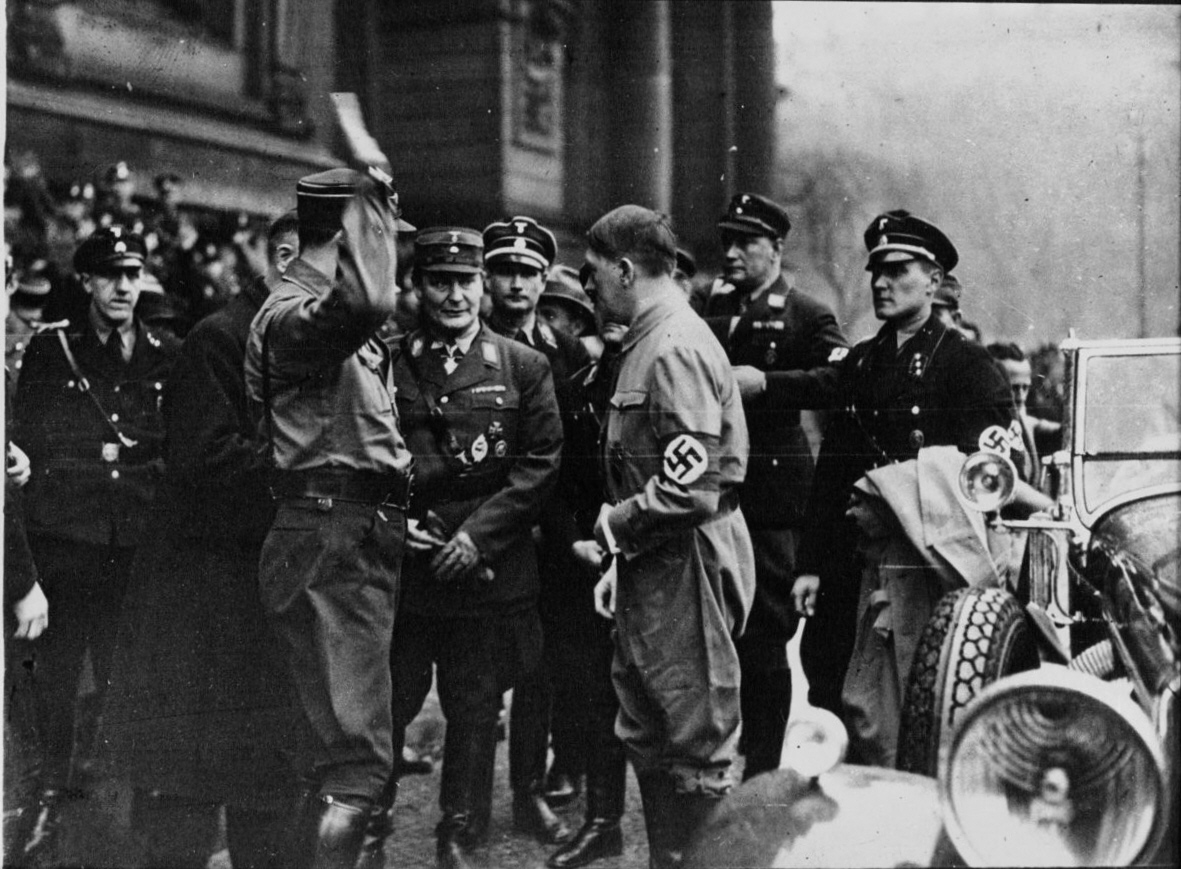
Hitler und Göring vor dem Berliner Dom bei der Trauerfeier für Hans Maikowski und Josef Zauritz am 5. Februar 1933

Josef Zauritz (* 5. Dezember 1897 in Nitterwitz, Provinz Schlesien; † 30. Januar 1933 in Berlin) war ein deutscher Polizeibeamter. Er wurde bekannt als eines der beiden ersten Todesopfer nach der Machtergreifung der Nationalsozialisten im Januar 1933.

## Werdegang in der Polizei
Zauritz nahm ab 1917 mit dem 4. Garde-Regiment zu Fuß am Ersten Weltkrieg teil, in dem er mindestens einmal verwundet wurde. 1921 trat er in die preußische Schutzpolizei ein.
Im Januar 1933 war Zauritz als Oberwachtmeister dem Polizeirevier 131 im Bezirk Charlottenburg von Berlin zugeteilt. Die Vossische Zeitung vom 4. Februar 1933 berichtete anlässlich seines Todes, er sei ein „treuer Republikaner“ gewesen und habe einem „freigewerkschaftlichen Verband“ angehört. Bei den Bewohnern seines Bezirkes war Zauritz beliebt und galt als ein „Freund der Arbeiter“. Die KPD-Zeitung Welt am Abend berichtete am 6. Februar 1933 unter der Überschrift „Wallstraße ehrt Zauritz“, dass „Angehörige revolutionärer Arbeiter-Organisationen“ am 5. Februar 1933 vor dem Haus Wallstraße Nr. 24, wo Zauritz niedergeschossen worden war, zwei große Kränze niederlegt hatten. Die Kranzschleifen trugen die Aufschrift „Die revolutionären Arbeiter Charlottenburgs ihrem von der NSDAP ermordeten Freund, dem Polizeibeamten Josef Zauritz“.

## Ermordung
Nach dem Fackelzug durch das Regierungsviertel, mit dem die Berliner SA am Abend es 30. Januars 1933 die Ernennung Adolf Hitlers zum Reichskanzler gefeiert hatte, begleitete Zauritz als aufsichtführender Polizeibeamter den Charlottenburger SA-Sturm 33, der an dem Fackelzug teilgenommen hatte, bei seinem Rückmarsch zu seinem Sturmlokal in der Hebbelstraße.
Dabei zog die SA-Kolonne provokatorisch durch eine Hochburg der Kommunistischen Partei Deutschlands (KPD) südlich der Berliner Straße. Dabei kam es gegen 22.30 Uhr in der Wallstraße zu einer Schießerei, bei der Zauritz durch einen Brustschuss und der SA-Führer Hans Maikowski durch einen Bauchschuss tödlich verletzt wurden. Beide starben kurz darauf im Krankenhaus Westend. Die beiden Männer waren damit die ersten, die nach dem Machtantritt der Nationalsozialisten bei einem Zusammenstoß von Nationalsozialisten und Kommunisten ums Leben kamen. Die Umstände der Tat konnten nie endgültig geklärt werden, obwohl die ermittelnde Gestapo im Juni 1933 durch Zeugenaussagen erfahren hatte, dass ein SA-Mann geschossen hätte.
Die nationalsozialistische Propaganda schlachtete den Vorfall aus, indem sie in den Zeitungen die Version veröffentlichen ließ, dass der nach dem Fackelzug in der Wilhelmsstraße heimziehende SA-Sturm 33 in der Wallstraße von Kommunisten aus dem Hinterhalt beschossen worden und dass Maikowski und Zauritz dabei tödlich verwundet worden seien. In der Folge stilisierten die nationalsozialistisch kontrollierten Medien vor allem Maikowski, nachrangig aber auch den Polizisten Zauritz, zu Märtyrern der angeblich am 30. Januar 1933 angelaufenen nationalen Erhebung. Der Vorfall der Erschießung des SA-Mannes und des Wachtmeisters wurde speziell im Februar und März 1933 benutzt, um die damals in Vorbereitung befindlichen bzw. dann durchgeführten Terrormaßnahmen gegen die KPD propagandamäßig zu untermauern: Am … Februar fand ein Trauergottesdienst im Berliner Dom für die beiden Getöteten statt, an dem u. a. Adolf Hitler und Hermann Göring teilnahmen. Die Zeremonie war der erste größere Staatsakt nach der Regierungsübernahme durch die Nationalsozialisten.
Zauritz sterbliche Überreste wurden nach dem Staatsakt in seine schlesische Heimat überführt. Der Tote wurde in seinem Elternhaus im Dorfe Ritterwitz aufgebahrt. Am 7. Februar wurde die Leiche dann in einem feierlichen Leichenzug unter Begleitung von Abordnungen der oberschlesischen Schutzpolizei, der Landjägerei, der Kriminalpolizei und der SA zum katholischen Friedhof in Ottmachau überführt und dort zu Grabe getragen.
Im Jahr 1965 benannte eine an die Staatsanwaltschaft Berlin gerichtete anonyme Anzeige Personen aus den Reihen des Charlottenburger SA-Sturms 33 als Täter in den Mordfällen Maikowski/Zauritz sowie im Fall des Hellsehers Hanussen. Daraufhin rollte die Staatsanwaltschaft beide Fälle neu auf. Im Zuge der Ermittlungen wurden zwei ehemalige SA-Angehörige, die Zeuge der Ereignisse in der Wallstraße geworden waren, ausfindig gemacht. Beide gaben übereinstimmend an, gesehen zu haben, dass es der SA-Mann Alfred Buske (1912–1934) war, der sowohl Zauritz als auch Maikowski erschoss. Eine von der Staatsanwaltschaft im Berlin Document Center ausfindig gemachte, auf den 14. Februar 1943 datierte Geheimnotiz für den Chef der Ordnungspolizei, Kurt Daluege, bestätigte diesen Ereignishergang.

## Zauritzweg
Die Bezirksverordnetenversammlung Charlottenburg beschloss am 16. Mai 1933, den Verbindungsweg zwischen der Wallstraße und der Bismarckstraße „Zauritzweg“ zu benennen. Während die „Maikowski-Straße“ nach 1945 „Zillestraße“ hieß, behielt der Zauritzweg seinen Namen. Eine 2009 auf Veranlassung der Bezirksverordnetenversammlung von Charlottenburg eingeleitete Überprüfung verschiedener Straßenumbenennungen aus der Zeit von 1933 bis 1945, darunter auch der Zauritzweg, durch das Bezirksamt kam im November 2010 zu dem Ergebnis:

„Die durch die Umbenennungen geehrten Personen stehen nach erfolgten Recherchen nicht im Verdacht, aktive Gegner der Demokratie und zugleich geistig-politische Wegbereiter und Verfechter der nationalsozialistischen Ideologie und Gewaltherrschaft gewesen zu sein.“